# Ruine Wimberg
Die Ruine Wimberg, auch bekannt als Neuhauser Burgstall, ist eine abgegangene Befestigungsanlage unbestimmten Alters am österreichischen Innufer am Eingang der Vornbacher Enge. Sie liegt im Gemeindegebiet von Wernstein am Inn im Bezirk Schärding in Oberösterreich.

## Geschichte

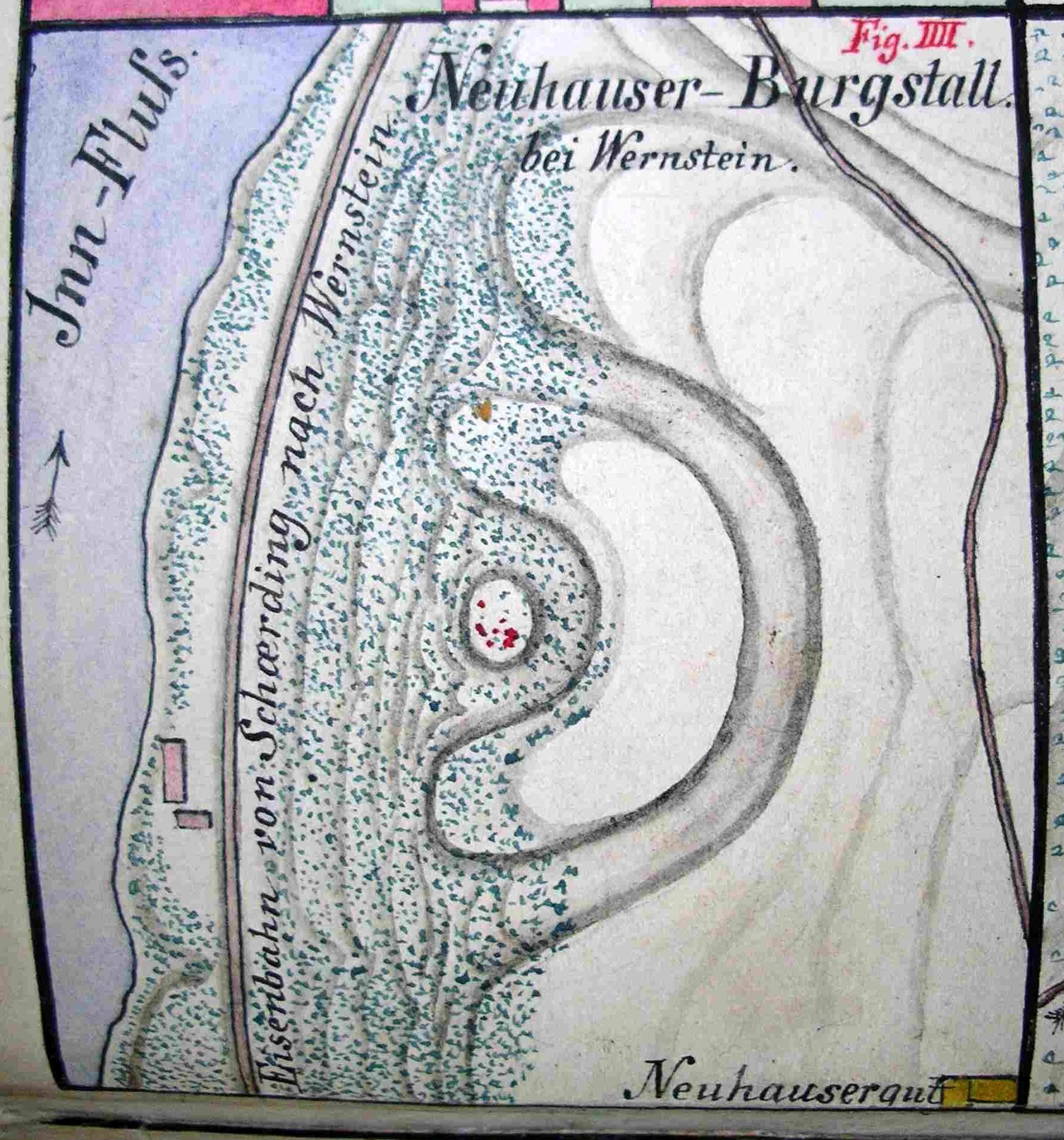
Planskizze des Neuhauser Burgstalls von Johann Ev. Lamprecht, um 1880

Es handelte sich beim Neuhauser Burgstall um eine Wehranlage, die weiträumige Plateaus abriegelte und daher als „Plateaurandburg“ bezeichnet wird. Die Anlage kann in das ausgehende Frühmittelalter (9.–10. Jahrhundert) datiert werden. Ähnliche Anlagen sind im benachbarten Niederbayern nachzuweisen. Der Pfarrer und Archäologe Johann Ev. Lamprecht hatte um 1880 die Ausmaße dieser Wehranlage in einer Planskizze festgehalten. In seiner Beschreibung der Wehranlage berichtet Lamprecht, dass es sich um einen Vorposten der Burg Neuburg am Inn handelte. Auch zeitlich gibt er eine Einordnung, nämlich dass die Anlage im 15. Jahrhundert noch gut erhalten und von eigenen Burghütern bewacht wurde und ab dem 16. Jahrhundert verfiel. Für eine Nutzung der Anlage im ausgehenden Mittelalter sprechen auch Fundstücke vom Burghügel (Schlüssel, Lanzenspitze, Eisenkugel).
In der lokalen Burgenliteratur findet die Wehranlage als Burg Wimberg Erwähnung. Norbert Grabherr (1976) vermutet sie, wie Lamprecht, als Teil einer Befestigungskette von Schloss Neuburg am Inn auf der jetzt österreichischen Seite des Inns. Sie soll auf einem vorspringenden Felsvorsprung nahe dem Inn gestanden haben. Als Beleg wird auf einen Heinricus de Wineberge verwiesen, der um 1230 erwähnt wird.
Nach Hille (1975) ist Wimberg nach Eppo von Wimberg aus dem Geschlecht der Vormbacher benannt. Er war in zweiter Ehe mit der Witwe und Erbin von Waltenstein verehelicht. Im 11. und 12. Jahrhundert soll Wimberg im Besitz der Brüder Ulrich und Hermann von Vormbach gewesen sein und um 1100 wird ein Graf Hermann I. von Windberg erwähnt, dessen Gattin wieder aus dem Vormbacher Geschlecht stammte. Die Burg soll von deren Schwester Luitgard, die mit Askurin von Bogen vermählt war, bewohnt worden sein. Aus dieser Ehe sprossen zwei Kinder (Berchtold und Albert I).
Laut neuerer Forschung ist allerdings die Zuordnung der Wehranlage mit einem urkundlich genannten Adelsgeschlecht nicht eindeutig möglich.
Im 20. Jahrhundert fielen Teile des Areals der Wehranlage dem fortschreitenden Steinbruchbetrieb der Firma Kapsreiter zum Opfer. Heute ist der Steinbruch stillgelegt.

## Name
Der ursprüngliche Name der Wehranlage ist mangels eindeutig zuordenbarer Urkunden nicht mit Gewissheit festzustellen. Die Bezeichnung Wimberg stammt von der gleichnamigen, knapp 1 km östlich gelegenen Ortschaft, der Name Neuhauser Burgstall leitet sich vom 300 m südwestlich gelegenen Bauernhof Neuhauser (Wimberg Nr. 5) ab.

## Beschreibung
Der Kern der Wehranlage liegt heute hart am Rand der Abbruchkante des ehemaligen Steinbruchs und ist durch einen äußeren und einen inneren halbkreisförmigen Graben vom östlichen Hinterland getrennt. Lamprecht erwähnt einen weiteren, äußeren Graben, der durch landwirtschaftliche Nutzung großteils eingeebnet wurde und mit Wiesen bedeckt ist. Von diesem dritten Graben ist heute keine Spur mehr erhalten.
Der Burghügel selbst besteht aus mächtigen natürlichen Granitblöcken. Lediglich an der Ostseite des Kernwerks sind spärliche Mauerreste erhalten.

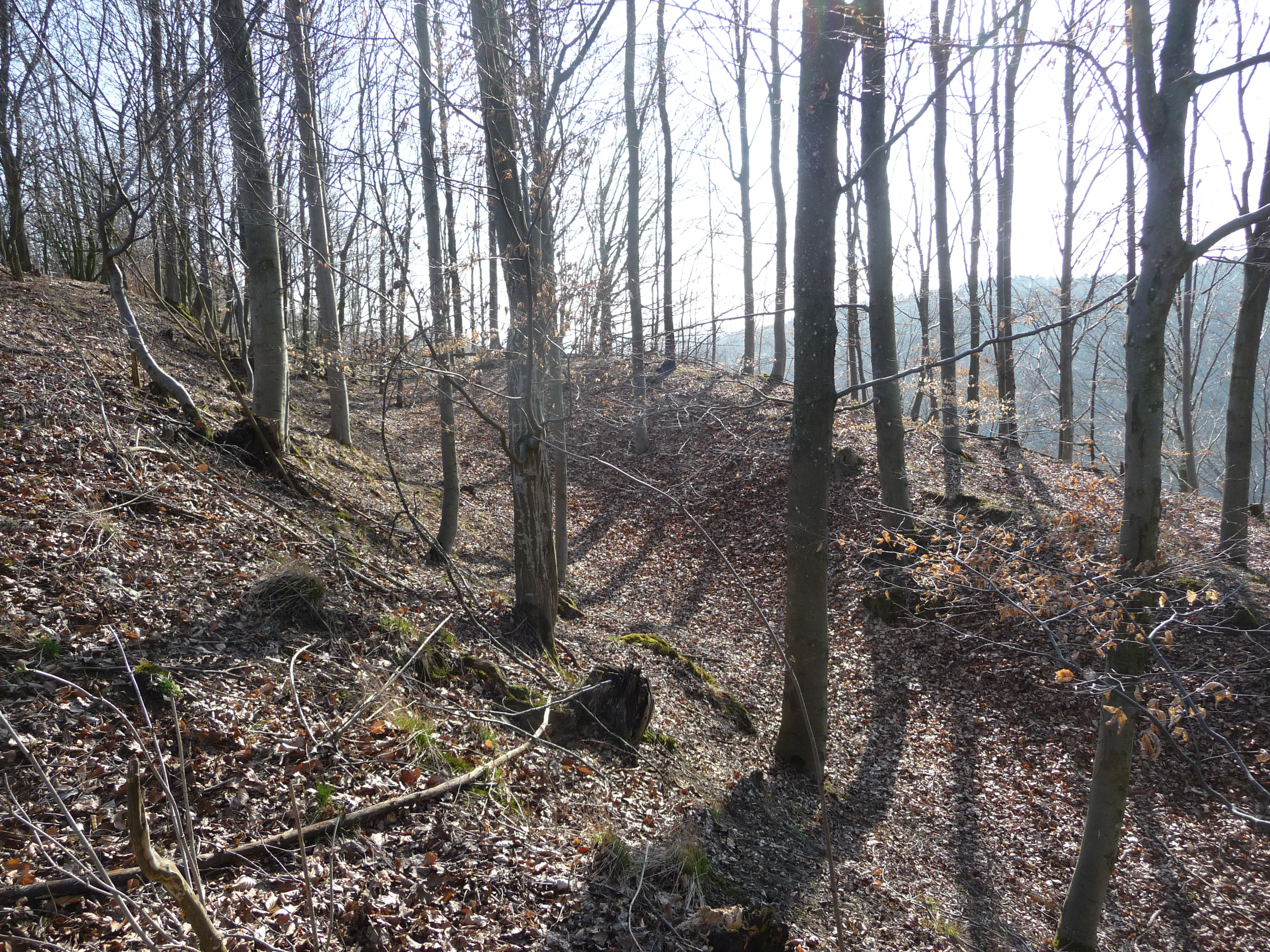
Äußerer Graben
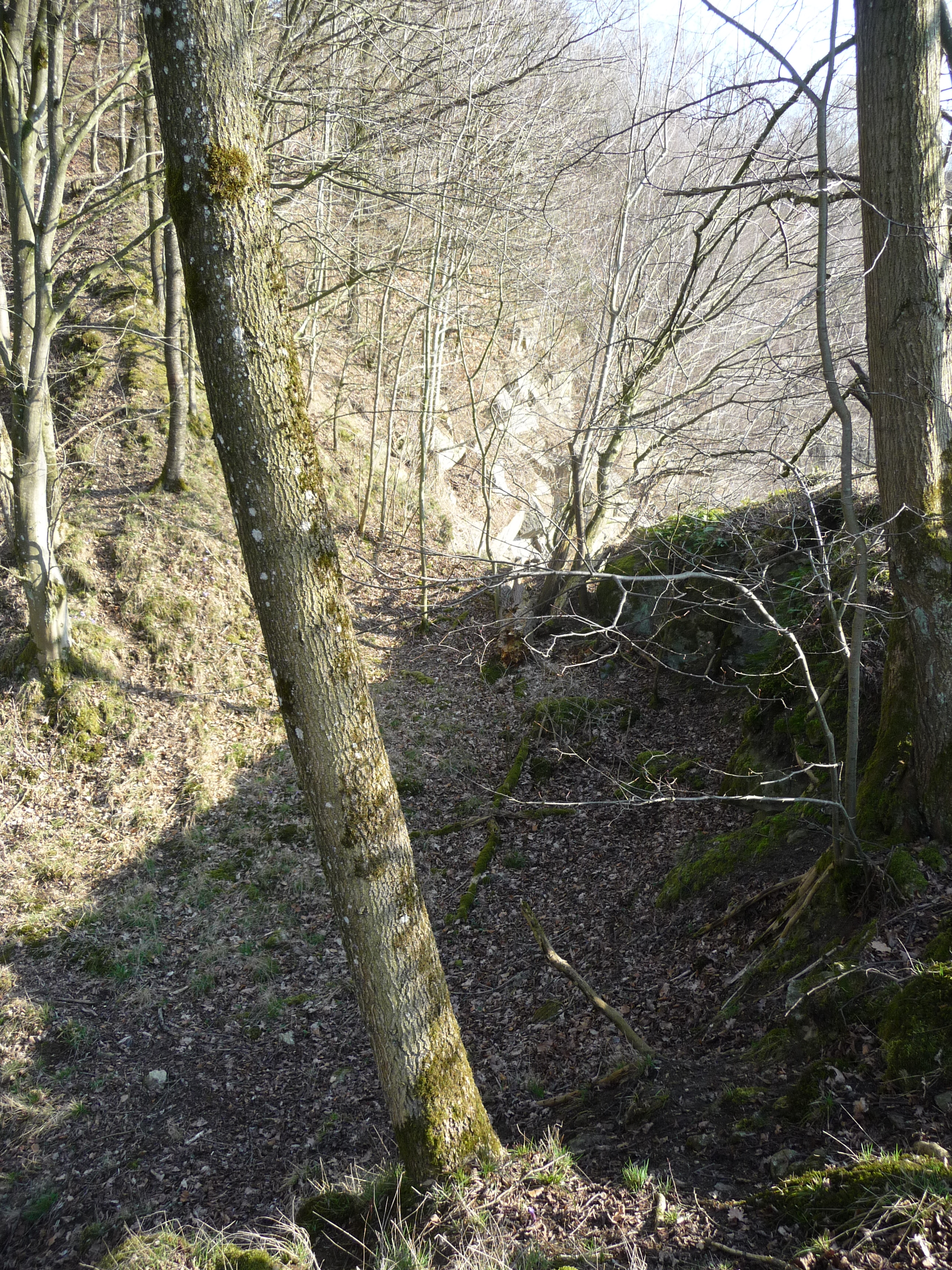
Innerer Graben mit Steinbruch im Hintergrund
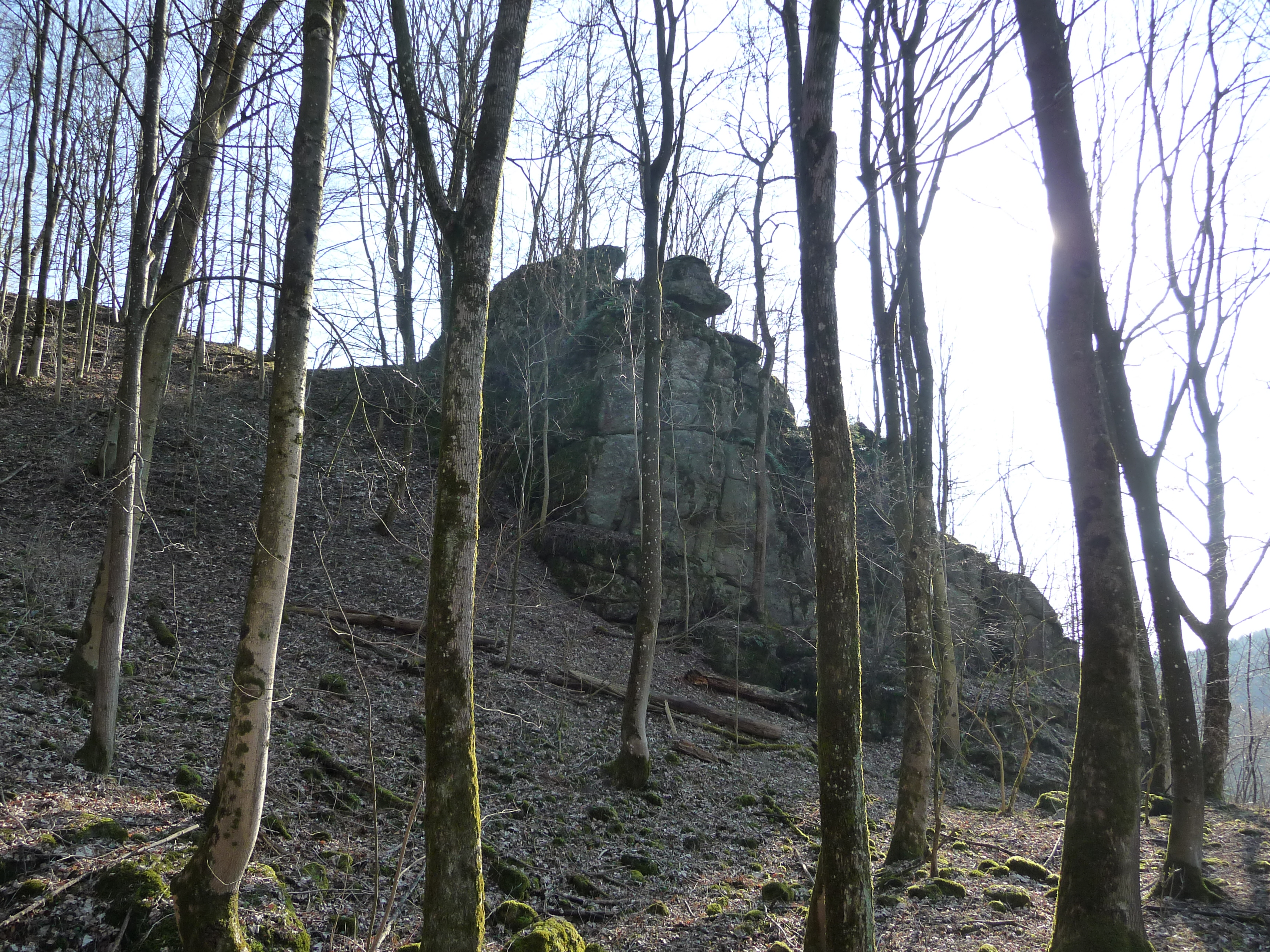
Burghügel von Norden
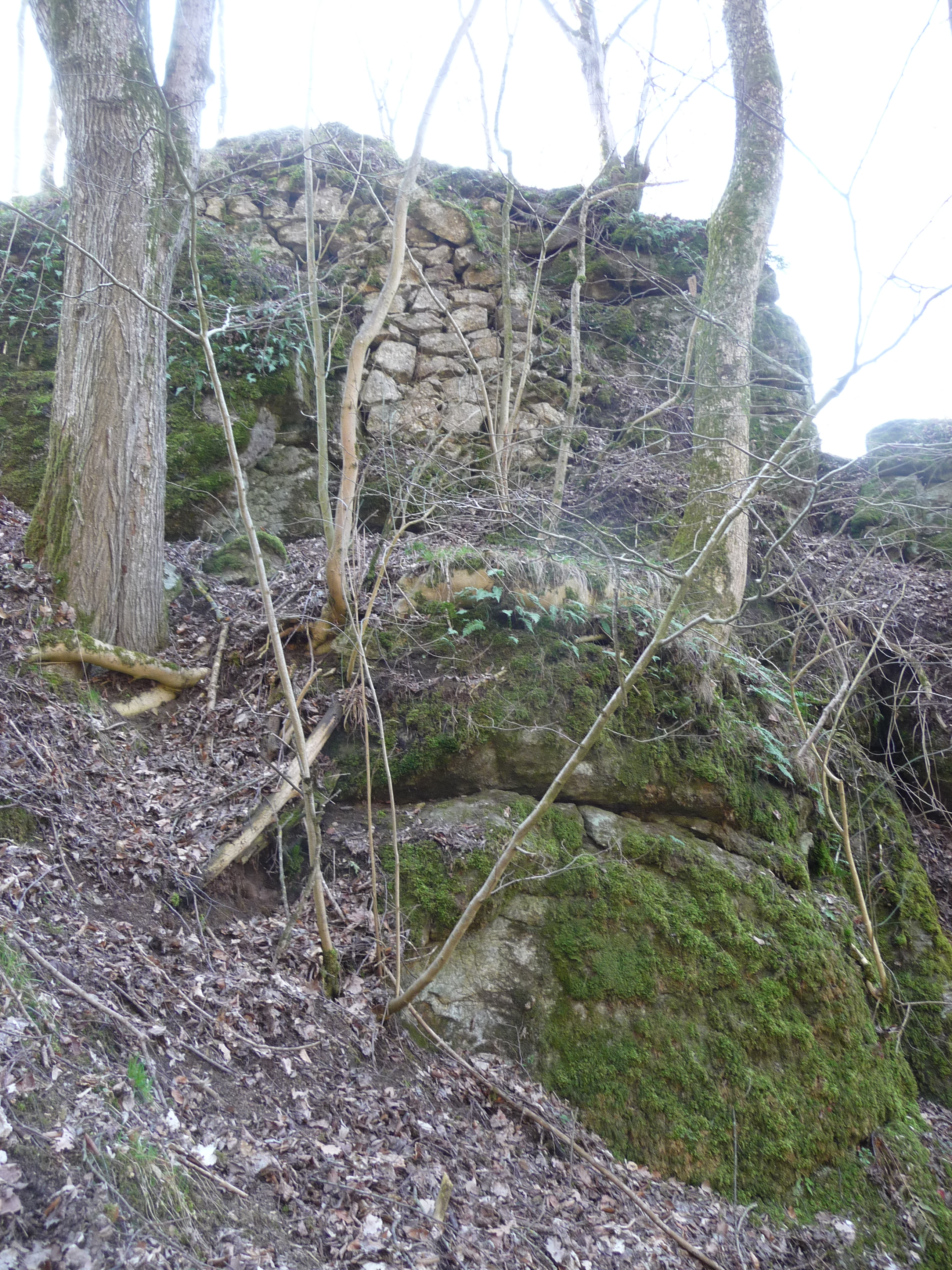
Burghügel von Osten mit Mauerresten
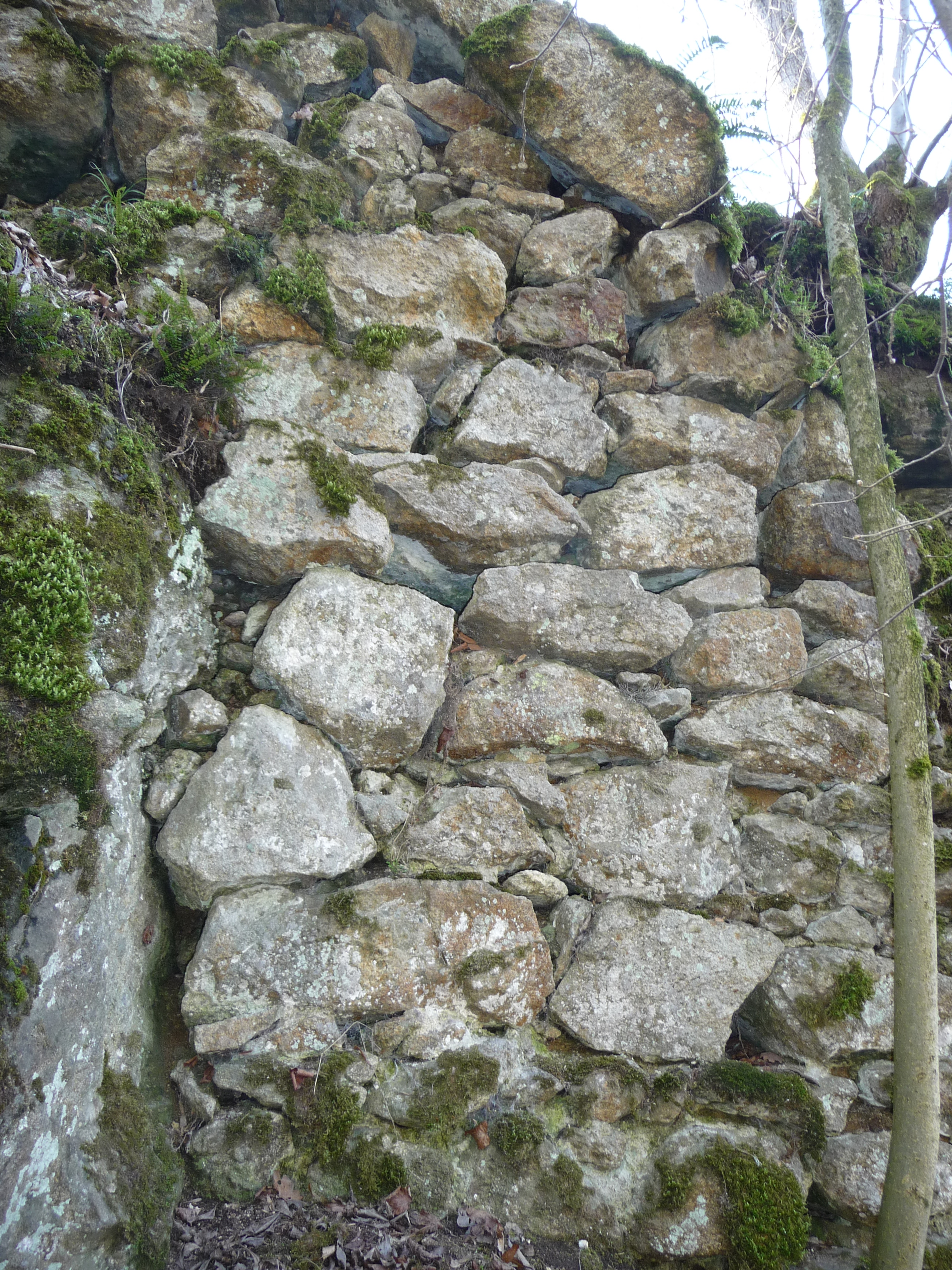
Mauerreste im Detail
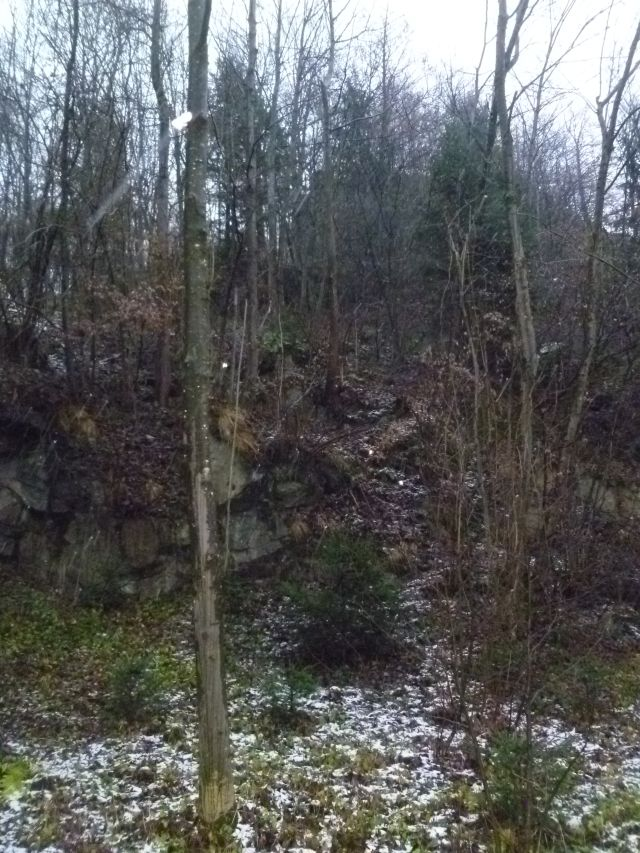
Burgberg der Ruine Wimberg